# Reconeixement internacional de Palestina

Estat de Palestina
Països que han reconegut Palestina
Països que han anunciat el seu reconeixement imminent de Palestina
Països que han anunciat el seu reconeixement condicional i imminent de Palestina
Països que no han reconegut Palestina

A març de 2025, l'estat de Palestina és reconegut com a estat independent per 147 dels 193 estats membres de les Nacions Unides, és a dir, poc més del 75% de tots els membres de l'ONU. És un estat observador no membre de l'Assemblea General de les Nacions Unides des de novembre de 2012. Aquest estatus limitat es deu en gran part al fet que els Estats Units, membre permanent del Consell de Seguretat de les Nacions Unides amb poder de veto, ha utilitzat aquest poder de manera consistent per bloquejar el reconeixement ple.
L'Estat de Palestina va ser declarat oficialment per l'Organització per a l'Alliberament de Palestina (OAP) el 15 de novembre de 1988, reclamant la sobirania sobre els territoris palestins reconeguts internacionalment: Cisjordània, que inclou Jerusalem Est, i la Franja de Gaza. A finals de 1988, l'estat palestí ja havia estat reconegut per 78 països.
En un intent de resoldre el conflicte israelià-palestí de dècades, els Acords d'Oslo van ser signats entre Israel i l'OAP el 1993 i 1995, creant l'Autoritat Nacional Palestina com una administració interina autònoma a la Franja de Gaza i al voltant del 40% de Cisjordània. Després de l'assassinat de Yitshaq Rabbín i l'ascens al poder de Benjamin Netanyahu, les negociacions entre Israel i l'Autoritat Nacional Palestina es van estancar, la qual cosa va portar els palestins a buscar el reconeixement internacional de l'Estat de Palestina sense el consentiment israelià.
El 2011, l'Estat de Palestina va ser admès a la UNESCO; el 2012, després de ser acceptat com a estat observador de l'Assemblea General de les Nacions Unides amb els vots de 138 estats membres que van aprovar la Resolució 67/19, l'Autoritat Nacional Palestina va començar a utilitzar oficialment el nom «Estat de Palestina» per a tots els propòsits. El desembre de 2014, la Cort Penal Internacional va reconèixer Palestina com a «Estat» sense perjudici de futures determinacions judicials sobre aquesta qüestió.
Entre el G20, deu països (Argentina, Brasil, Xina, Índia, Indonèsia, Mèxic, Rússia, Aràbia Saudita, Sud-àfrica i Turquia, així com el convidat permanent Espanya) han reconegut Palestina com a estat, mentre que nou països (Austràlia, Canadà, França, Alemanya, Itàlia, Japó, Corea del Sud, el Regne Unit i els Estats Units) no ho han fet, tot i que França ha declarat la seva intenció de reconèixer Palestina per a setembre de 2025. A més, el Canadà i el Regne Unit han declarat cadascun de manera similar la seva intenció provisional de reconèixer Palestina per a setembre de 2025, depenent del compliment de certes condicions. Encara que aquests països generalment donen suport a alguna forma de solució de dos estats per al conflicte, mantenen la posició que el seu reconeixement d'un estat palestí està condicionat a negociacions directes entre Israel i l'Autoritat Palestina.